# Diligencen (Lucky Luke)
 For alternative betydninger, se Diligencen. (Se også artikler, som begynder med Diligencen)
Diligencen (fransk La diligence) er et tegneseriealbum fra 1967 med Lucky Luke, skrevet af René Goscinny og tegnet af Morris. Historien blev udgivet som nr. 1 i den danske albumserie i 1971. I 1984 blev den animeret som et afsnit i tegnefilmserien Lucky Luke.
Diligenceselskabet Wells Fargo har været udsat for flere røverier og vil styrke deres ry. Så de sender en diligence med en stor ladning guld fra Denver til San Francisco i fuld offentlighed, kørt af den dygtige kusk Hank og med Lucky Luke som eskorte. En guldgraver, en fotograf, en præst, en falskspiller og et ægtepar med et anstrengt forhold følger med som passagerer. Men undervejs venter alskens banditter, dårlige veje og diligencestationer med ensformig kost. En omvej over en fjendtlig indianerstammes territorium gør det ikke nemmere og da slet ikke, da det viser sig, at der er en forræder med på diligencen.

## Originaludgave m.m.
- 1967: La Diligence i Spirou nr. 1504[1] - 1525[2], 9. februar - 6. juli
- 1968: La Diligence, nr. 32 i den franske albumserie Lucky Luke[3]

## Danske udgaver
- 1971: Diligencen, nr. 1 i den danske albumserie Lucky Luke; oversat af Tonny Lützer; ISBN 87-7529-101-0[4][5]
- 1973: Diligencen i fart og tempo nr. 29 - 38; oversat af Sonja Rindom[6][7]
- 1981: Diligencen, nr. 1 i albumserien Lucky Luke mini; oversat af Tonny Lützer; ISBN 87-7529-814-7[8]
- 1982: Diligencen i bind 6 i bogserien Lucky Luke luxusbind; oversat af Tonny Lützer[9]
- 2005: Diligencen i Lucky Luke 1965-1967 i bogserien Lucky Luke - den komplette samling; oversat af Sonja Rindom; ISBN 978-87-91533-16-7[10]
- 2007: Diligencen, nr. 1 i den danske albumserie Lucky Luke, 3. udgave; oversat af Sonja Rindom; ISBN 978-87-7679-414-9[11]
- 2024: Diligencen, uden nummer i den danske albumserie Et Lucky Luke-pletskud; oversat af Benny Vigan Madsen; ISBN 978-87-7588-009-6[12]